# ليونيل بارتيز
ليونيل بارتيز (بالفرنسية: Lionel Barthez)‏ مواليد 18 مايو 1967 في ألبي، هو لاعب كرة مضرب فرنسي سابق بدأ مسيرته كمحترف سنة 1988 وكان يلعب باليد اليمنى. أعلى تصنيف له في الفردي كان المركز الـ 154 في سنة 1995. أعلى تصنيف له في الزوجي كان المركز الـ 133 في سنة 1995.

## النهائيات

### الزوجي: (4)
| الرقم | السنة | الدورة                     | الأرضية | الشريك         | المنافس في النهائي         | النتيجة في النهائي |
| ----- | ----- | -------------------------- | ------- | -------------- | -------------------------- | ------------------ |
| 1.    | 1994  | مالطا                      | ترابية  | رادومير فاسيك  | كلينتون فيريرا إليس فيريرا | 6–2, 3–6, 6–2      |
| 2.    | 1995  | غارميش-بارتنكيرشن, ألمانيا | صلبة    | نونو ماركيز    | ماتياس هو نينغ ديك نورمان  | 7–6, 7–6           |
| 3.    | 1995  | مالطا                      | صلبة    | ماريوس بارنارد | باتريك باور توماس أنزاري   | 7–5, 6–3           |
| 4.    | 1995  | برستل, المملكة المتحدة     | عشبية   | ستيفان سيميان  | ساندر غرون أرني تومز       | 7–5, 7–5           |

## روابط خارجية
- ليونيل بارتيز على موقع رابطة محترفي التنس (الإنجليزية)
- ليونيل بارتيز على موقع الاتحاد الدولي لكرة المضرب (الإنجليزية)
- ليونيل بارتيز على موقع خلاصة التنس.كوم (الإنجليزية)